# Културни херој (часопис)
Културни херој је часопис за културу, уметност и хуманистику. Почео је да излази 2012. године. 

## О часопису
Часопис "Културни херој" излази искључиво у електронској форми и објављује текстове из области науке о књижевности, социологије, филмске, ликовне и позоришне уметности, као и публицистичке текстове са ширим друштвеним темама. Часопис је покренут од стране Удружења грађана "Интелкапитал" из Новог Сада. Оснивачи електронског часописа су: Василије Милновић - доктор филолошких наука, Александар Радовић - библиотекар и председник удружења "Интелкапитал", Милош Зубац - доктор филолошких наука и фронтмен састава Пркос друмски, Дејан Боројевић - администратор и Данило Вуксановић, академски сликар. Посебан куриозитет представља рубрика Манускрипт, у којој се објављује ретка или необјављена рукописна грађа. До сада су у тој рубрици приказани и описани до тада необјављени рукописи Јована Јовановића Змаја, Милана Решетара, Душка Трифуновића итд. На сајту се, такође, могу прочитати интервјуи познатих стваралаца и уметника из Србије и региона. Између осталих, интервјуе за сајт су дали: Слободан Тишма, Сава Дамјанов, Харис Пашовић, Оливер Фрљић и многи други. Такође, часопис "Културни херој" константно ради на промоцији младих и неафирмисаних уметника и научних радника, па се међу сарадницима портала налазе и неки од најталентованијих младих писаца и научника Србије. Од афирмисаних сарадника, до сада су на сајту "Културни херој" објављивали многи угледни уметници, професори факултета и виђени посленици из области културе, уметности и хуманистике. Између осталих, редовни сарадници сајта су: Дејан Ајдачић, Мирољуб Тодоровић, Илија Бакић, Ратомир Дамјановић, Зоран Стефановић, Слободан Шкеровић итд.

## Уредништво
- др Василије Милновић
- др Милош Зубац
- Александар Радовић
- Дејан Боројевић

## Теме
Текстови на сајту су подељени према тематици и према формалном изгледу текстова у следеће рубрике:
- Час анатомије - рубрика посвећена науци о књижевности, у коме текстови морају имати адекватну научну апаратуру.
- Књигохранилиште - текстови посвећени култури, уметности, хуманистици и књижевни прикази у слободној форми.
- Полис - текстови посвећени актуелним друштвеним темама.
- Манускрипт - оригинални рукописи први пут пред очима јавности.
- Визуали - текстови посвећени ликовној уметности.
- Поменик - кратки текстови о великанима српске културе.
- Нова проза - необјављена прозна дела актуелних стваралаца, први пут пред очима јавности.
- Сакрали - текстови посвећени религиозној мисли.
- Жива реч - интервјуи познатих уметника и културних посленика.